# 오악 (중국)

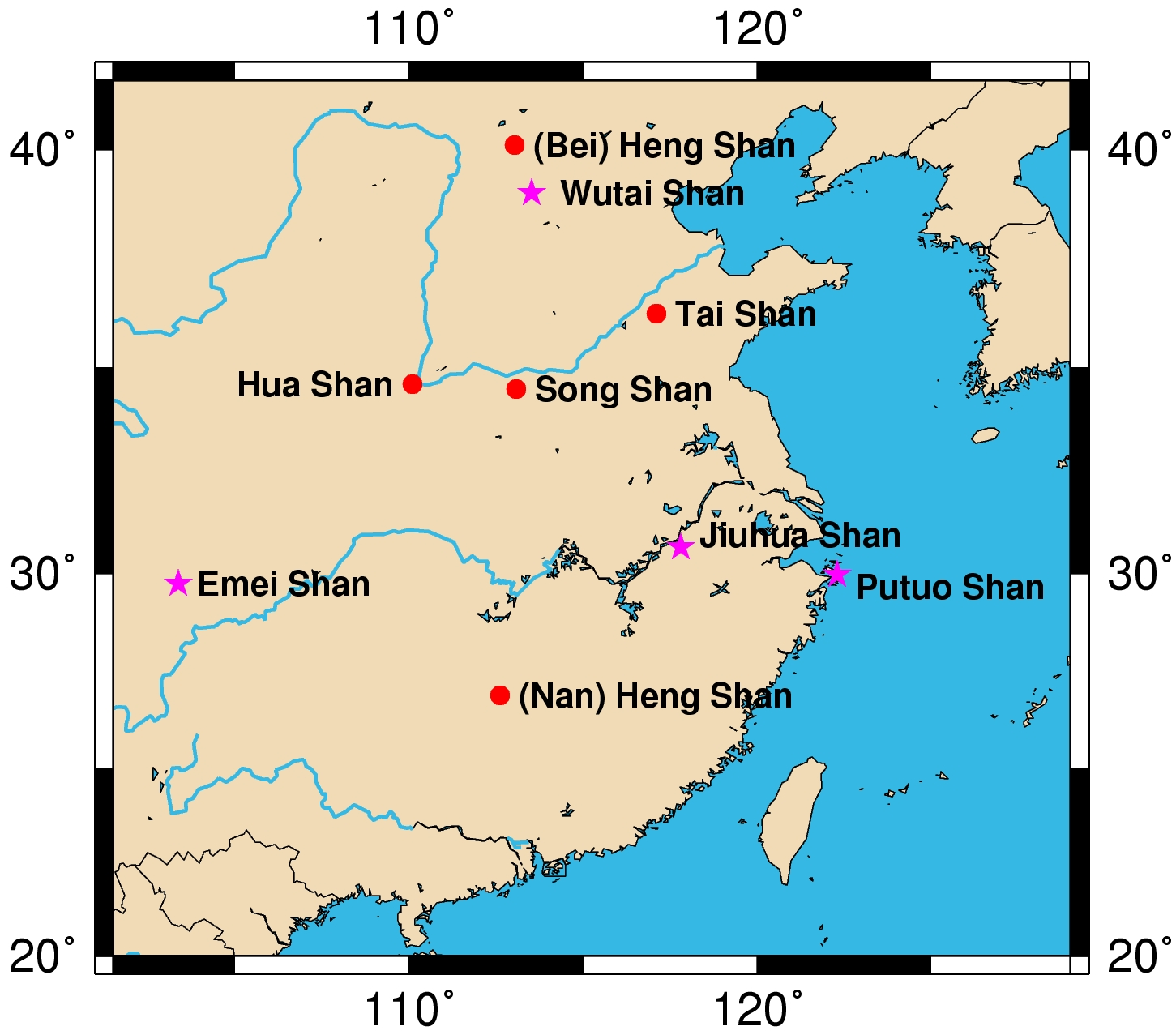
지도에서 빨간 점이 오악이다.

오악(五嶽)은 중국의 이름난 다섯 산을 말한다.
다섯 방위에 따라 다음 산이 있다.
- 동쪽 — 동악 태산(東嶽泰山, 산둥성, 1545 m)
- 서쪽 — 서악 화산(西嶽華山, 산시성 (섬서성), 1997 m)
- 남쪽 — 남악 형산(南嶽衡山, 후난성, 1290 m)
- 북쪽 — 북악 항산(北嶽恒山, 산시성 (산서성), 2017 m)
- 중앙 — 중악 숭산(中嶽嵩山, 허난성, 1494 m)

## 같이 보기
- 오악 (한국)
- 삼산오악